# Marie-Geneviève Bouliard
Marie-Geneviève Bouliard (París, França, 1763 - Castell d'Arcy, comuna de Vindecy, França, 9 d'octubre de 1825) fou una pintora francesa.

## Biografia
Va néixer problabment en 1763, filla única d'un modista originari de Baugé en Anjou, va mostrar ben d'hora una vocació per l'art. Va freqüentar els tallers artístics de Joseph-Benoît Suvée, Jean-Baptiste Greuze, Joseph Siffrein Duplessis (segons referència feta al catàleg del Saló de 1796), i va ser fidel fins al seu darrer alè a Jean-Joseph Taillasson. La seva producció va ser força intensa durant el període revolucionari, com testimonien els catàlegs dels Salons de 1791 a 1817. Va rebre el premi d'encoratjament del Saló de 1791.
Va formar part de «l'elit dels retratistes», segons Jules Renouvier, autor de La Història de l'Art durant la Revolució: «Els pintors famosos pels retrats eren llavors Laneuville, la ciutadana Auzou, deixeble de Regnault, i la ciutadana Bouliard, deixeble de Duplessis. Entre ells es van repartir els personatges de l'època, juntament amb Ducreux i Colson (…) On es troben ara els retrats de Ducreux, de Dumont, de Colson, de Laneuville, de Mlle Bouliard i de Mme Auzou ?»

## Catàleg
- 1792. Retrat de M. Oliva i de la seva família (Museu de les Belles Arts de Nantes)
- 1792. Retrat d'un convencional (versaillesantik, 2013)
- 1794. Autoretrat en Aspasia (Museu d'Arràs)
- 1796. Retrat. De la ciutadana Gambs (núm. 58 del catàleg del Saló de 1796)
- 1796. Retrat. Del ciutadà Mazade, administrador del teatre de les Arts (núm. 59 del catàleg del Saló de 1796)
- 1796. Retrat. De la ciutadana Mazade (núm. 60 del catàleg del Saló de 1796)
- 1796. Retrat. Del ciutadà Lenoir, conservador del Museu dels monumens Francesos (núm. 61 del catàleg del Saló de 1796, exposició al Museu Carnavalet, referencia P27). Es tracta d'Alexandre Lenoir.
- 1796. Retrat. De la ciutadana Lenoir (núm. 62 del catàleg del Saló de 1796, exposició al Museu Carnavalet, referencia P1709). Es tracta de Adélaïde Binart, esposa d'Alexandre Lenoir.
- 1796. Retrat. De la ciutadana Arnould (núm. 63 del catàleg del Saló de 1796)
- 1796. Retrat. Quadre. Aspasie (núm. 64 del catàleg del Saló de 1796)
- 1796. Diversos caps de dones, estudis sota el mateix número (núm. 65 del catàleg del Saló de 1796)
- 1796. Aspasie i dos caps d'estudi (núm. 66 del catàleg del Saló de 1796)
- 1798. Quadre. Una dona coberta d'un vel negre (núm. 61 del catàleg del Saló de 1798)
- 1798. Quadre. Una dona sostenint una flauta (núm. 62 del catàleg del Saló de 1798)
- 1798. Quadre. Els fills de C. Vernet, pintor, abraçats (núm. 63 del catàleg del Saló de 1798)
- 1819. Retrat d'home (Tajan 2007)
- Retrat de l'artista, oli sobre tela, 56 x 51 cm, Museu de les Belles Arts de Dijon
- Dibuix (Museu Carnavalet, referència D 3505)
- Noia jove amb un cistell de pomes
- Retrat de noia amb una manteta blanca
- Retrat de Talleyrand
- Retrat d'un home jove

## Galeria

Art de Marie-Geneviève Bouliard
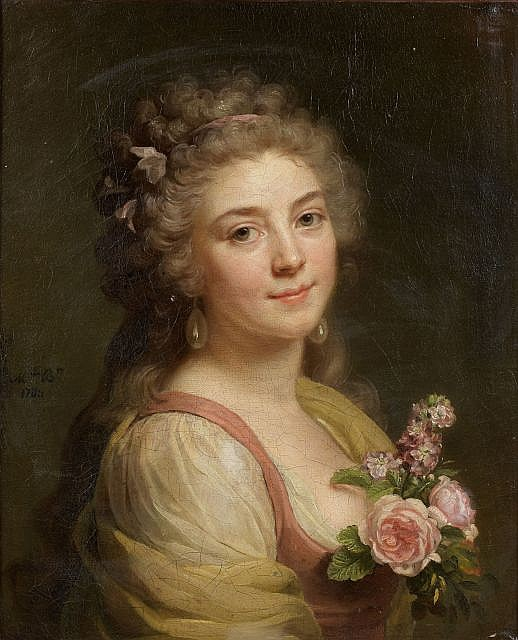
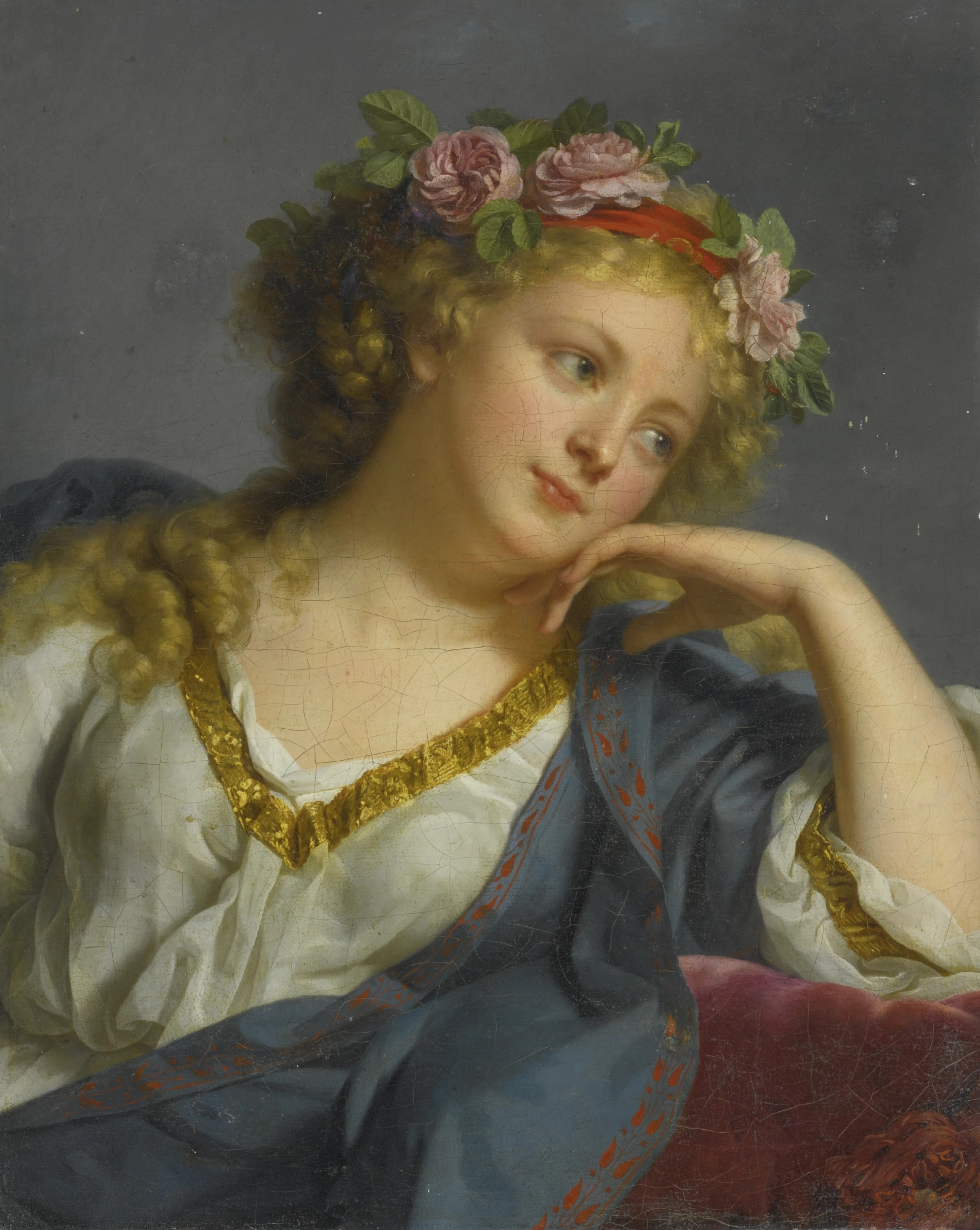
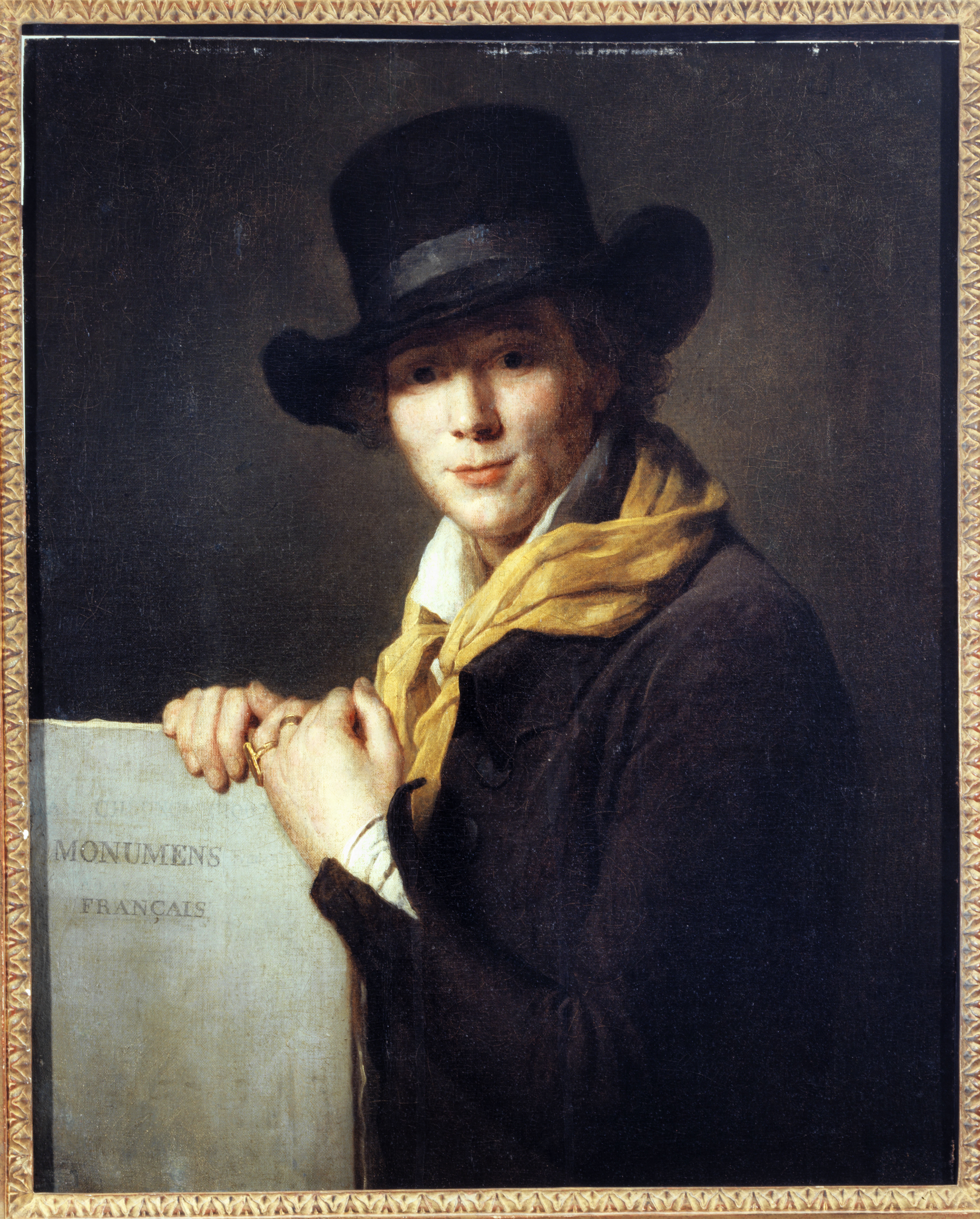
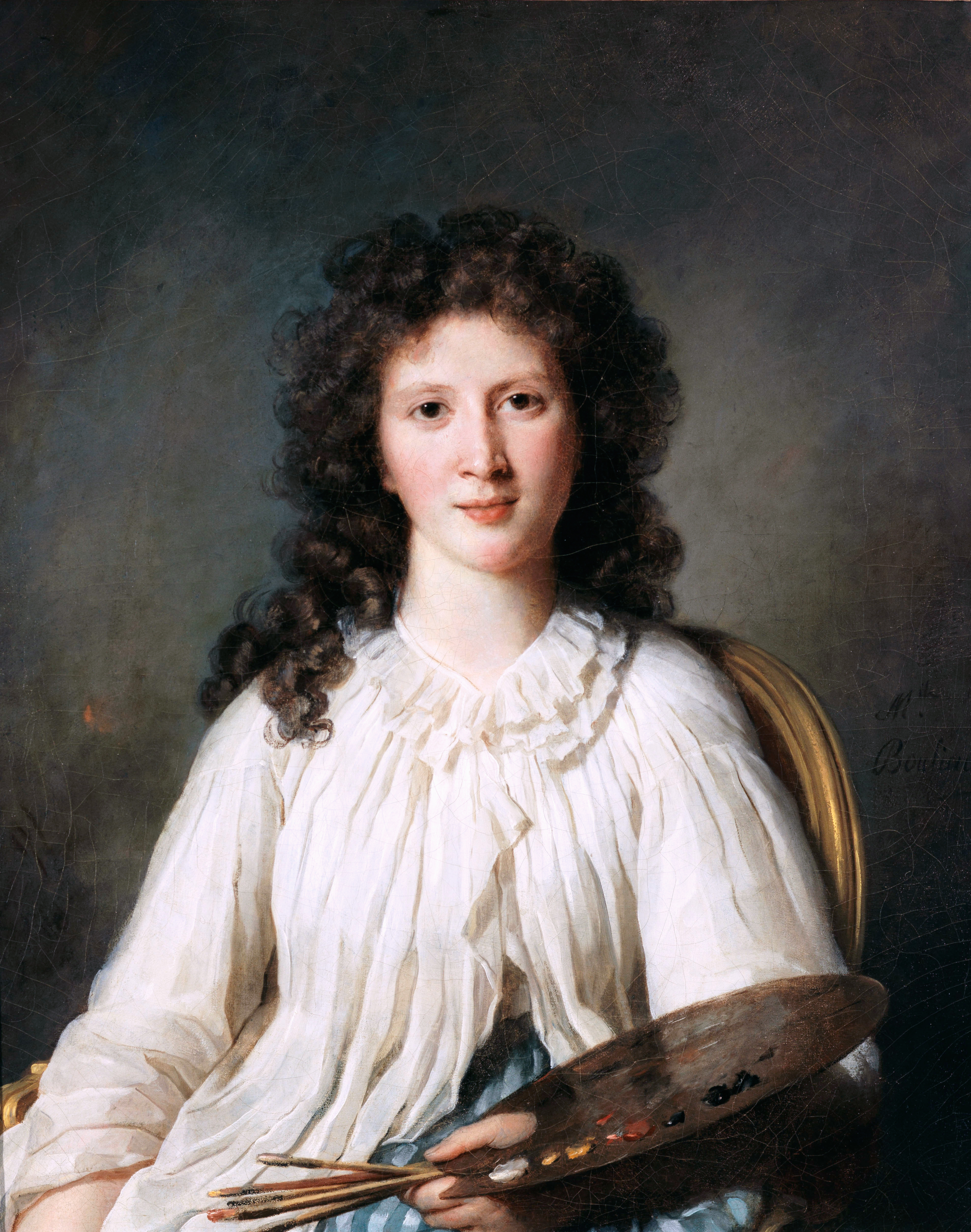
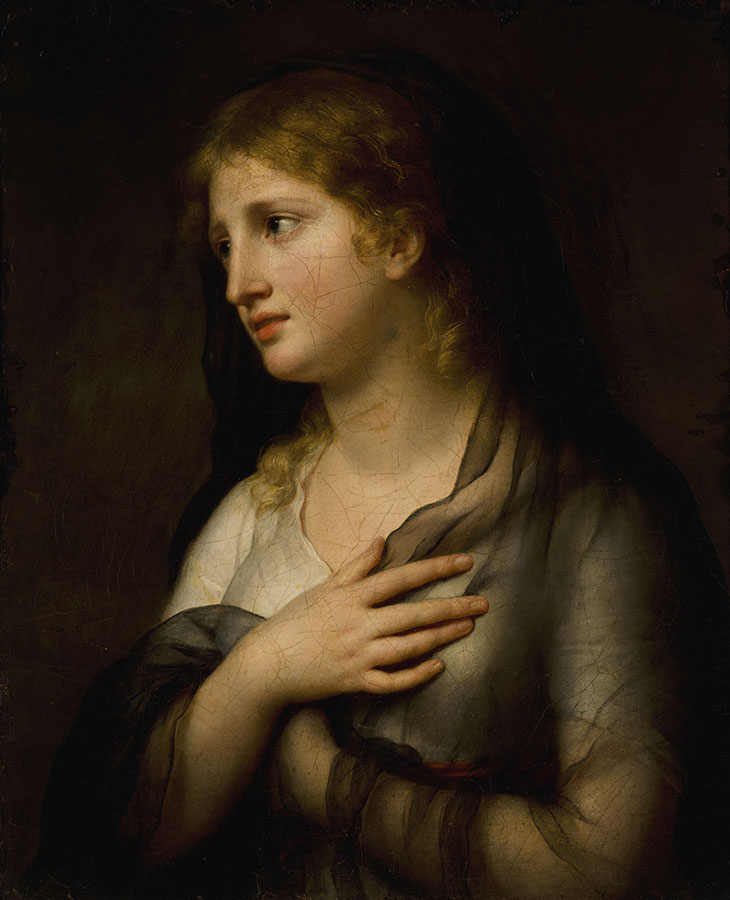